# 格纳斯附近鲍姆加滕
格纳斯附近鲍姆加滕是奥地利施蒂利亚州费尔德巴赫县的一个市镇。总面积8.97平方公里，总人口601人，人口密度67.0人/平方公里（2001年）。